# 七洞关帝庙
七洞关帝庙是一座古建筑，建于清代，位于山西省晋中市平遥县段村镇七洞村。
1982年10月10日，七洞关帝庙公布为平遥县文物保护单位。2021年8月4日，七洞关帝庙公布为第六批山西省文物保护单位。